# Útok na leteckou základnu Millerovo
K útoku na leteckou základnu Millerovo došlo 25. února 2022 během ruské invaze na Ukrajinu v roce 2022. Cílem bylo letiště Millerovo ruských Vojenských vzdušných sil, ležící u města Millerovo v Rostovské oblasti Ruska, na které podle vyjádření některých ukrajinských představitelů dopadlo několik operačně-taktických raket OTR-21 Točka odpálených Ozbrojenými silami Ukrajiny, které po zásahu způsobily zničení několika ruských letadel a způsobily požáry.

## Pozadí
Millerovo je město ležící okolo 15 km za rusko-ukrajinskou hranicí asi 80 km od Luhansku na Donbasu, ukrajinském regionu sousedícím s Ruskem, který je od počátku války na východní Ukrajině částečně ovládán prorusky orientovanými povstalci.

## Útok
Zdroj z místního bezpečnostního sboru sdělil ruským novinám Komsomolskaja Pravda, že prostor základny zasáhla ukrajinská raketa Točka-U. Regionální list Rostovskaja Gazeta uvedl, že útok provedly ukrajinské ozbrojené síly.
Útok, k němuž se Ozbrojené síly Ukrajiny oficiálně nevyjádřily, byl podle publikovaných zpráv proveden jako odveta za bombardování ukrajinských měst ruskými silami. Na ruské základně bylo podle zpráv vícero raněných a podle fotografické dokumentace byla na její ploše zničena nejméně jedna stíhačka Suchoj Su-30. Představitelé ukrajinské strany nárokovali zničení nejméně dvou strojů tohoto typu.